# Chris Ulder
Christiaan Aldeus Ulder (Curaçao, 2 januari 1843 - Curaçao, 21 augustus 1895) was een Antilliaans organist en kapelmeester.
Hij was zoon van Antony (Nicolaas) Ulder en Henriette Catharina Paulus. Zijn akte van overlijden vermeldt geen echtgenote. 
Ulder was een collega van organist Jan Gerard Palm, zij bespeelden de orgel van de synagogen op Curaçao, waaronder de Mikvé Israël-Emanuelsynagoge, Ulder van 1866 tot 1895. Al eerder bespeelde hij het orgel van de St.Annakerk.
Hij vormt één van de vele schakels in de aanloop tot de vorming van een symfonieorkest op Curaçao en de Nederlandse Antillen. Zoals wel vaker ontstonden dergelijke orkesten uit het (steeds) uitbouwen van orkesten van de schutterij. Ulder (sergeant-stafhoornblazer bij de landmacht in West-Indië) gaf leiding aan het garnizoensorkest. Daarnaast gaf hij als tweede luitenant leiding aan het harmonieorkest van de schutterij. Die combinatie viel niet overal is goede aarde, maar bleef jarenlang bestaan. Hij stond erom bekend dat hij wel een muziek van componisten van Antilliaanse bodem ten uitvoer gaf. Hij werkte vanuit Pietermaai. Hij gaf er gedurende zijn leven van 52 jaar twintig jaar leiding aan. Minstens net zo lang gaf hij muziekles aan wie daar om vroeg, zo ook aan zijn neef Joseph Sickman Corsen. Hij gaf daarbij ook les aan de wezen van Santa Rosa (Harmonie van Frie, naar pastoor Hermanus Theodorus Frie), waarbij het instrumentarium dikwijls door hem ter beschikking werd gesteld. Na Ulders overlijden volgde Rudolf Boskaljon hem op.
Ulder schreef ook enkele werken, hij was daarin autodidact. Van zijn hand kwam er onder meer een Mis met orgelbegeleiding. Er is ook de dans Ma volonté, opgedragen aan de stedelijke schutterij.
Voor zijn werk werd hij in mei 1895 onderscheiden met een ordeteken vanuit Venezuela, daarvoor moest speciaal toestemming uit Den Haag verleend worden. Hij kreeg de onderscheiding vermoedelijk in verband met zijn mis, maar kon er maar kort van genieten.